# Felecia M. Bell
 (janvier 2016).
Si vous disposez d'ouvrages ou d'articles de référence ou si vous connaissez des sites web de qualité traitant du thème abordé ici, merci de compléter l'article en donnant les références utiles à sa vérifiabilité et en les liant à la section « Notes et références ».
Felecia M. Bell est une actrice afro-américaine, née le 12 juin 1960 à Valley Village, en Californie (États-Unis). Elle est essentiellement connue dans le monde pour son rôle de Jennifer Sisko dans la série Star Trek: Deep Space Nine et Jessica Rodgers dans la série Night Man.

## Séries télévisées
- 1988 : Rick Hunter : Carol Winters
- 1990 - 1992 : Des jours et des vies : Glynnis Turner
- 1993 - 1996 : Hôpital central : Dr Simone Ravelle Hardy
- 1993 - 1996 : Star Trek: Deep Space Nine : Jennifer Sisko
- 1997 - 1998 : Night Man : Jessica Rodgers
- 1998 : Urgences : Janna Mikami
- 2001 : JAG : Katherine Tindle
- 2002 : Espions d'Etat : Angela
- 2004 : Smallville : Juge Abigail Ross
- 2006 : New York, unité spéciale (saison 7, épisode 19) : Madame Oliver
- 2007 : New York, police judiciaire : Docteur Maggie Havens